# Hermann Josef Abs
Hermann Josef Abs (Bonn, 15 ottobre 1901 – Bad Soden am Taunus, 5 febbraio 1994) è stato un banchiere tedesco, membro del consiglio di amministrazione di Deutsche Bank dal 1938 al 1945 e di altre 44 società, inclusa la IG Farben. Essendo stato il più potente banchiere commerciale del Terzo Reich, secondo il giornalista economico Adam LeBor fu "il fulcro del saccheggio del continente". Gli Alleati lo arrestarono nel gennaio 1946; tuttavia, l'intervento britannico lo fece liberare dopo tre mesi, e i tribunali tedeschi successivamente ritirarono tutte le accuse.
Dopo la seconda guerra mondiale, fu presidente della Deutsche Bank (1957-1967) e, lavorando a stretto contatto con il cancelliere Konrad Adenauer, contribuì alla ricostruzione dell'economia tedesca. Svolse anche un ruolo diplomatico importante nella risoluzione dei debiti tedeschi prebellici con l'accordo sul debito di guerra di Londra del 1953. Sempre quell'anno negoziò la restituzione a Israele e ai singoli ebrei dell'Olocausto. 

## Biografia
Hermann Joseph Abs, figlio dell'avvocato Joseph Abs e di sua moglie Catherine, crebbe in una famiglia rigorosamente cattolica. Suo nonno era stato avvocato e notaio a Bonn, il che lo portò a essere consigliere della corte reale prussiana, e aveva legami con il partito centrista cattolico e con l'economia della lignite della Renania.
Dopo aver conseguito la maturità presso il liceo (umanista) di Bonn, l'attuale liceo Ernst-Moritz-Arndt, Abs completò il corso di teoria bancaria presso la banca privata Louis David di Bonn e iniziò a studiare economia e diritto all'Università di Bonn. Ma li interruppe nel 1921 dopo un semestre, perché la sua famiglia non poteva più finanziarli, per lavorare fino al 1923 presso la banca privata Delbrück, di Heydt & Co a Colonia. Successivamente lavorò, ogni volta per brevi periodi, in banche ad Amsterdam, Inghilterra, Stati Uniti e America Latina come intermediario valutario.
Nel 1928 Abs sposò Inez Schnitzler, di una stimata famiglia di Colonia. Entrambi si recarono poi in Francia e Spagna per alcuni mesi, prima che Abs iniziasse a lavorare presso la banca Rhodius Koenigs Handel-Maatschappij ad Amsterdam nel 1928. Nel 1929 si trasferì presso la rinomata banca privata berlinese Delbrück Schickler & Co., un'istituzione sorella della banca di Colonia Delbrück, von der Heydt & Co. 

## Nella Deutche Bank (1937)
Subentrando ad un socio ebreo, Abs divenne nel 1935, dopo l'entrata in vigore delle leggi di Norimberga, “socio junior” della Delbrück Schickler & Co. di Berlino. Nel 1937 Abs accettò l'offerta di passare alla Deutsche Bank come successore del defunto membro del consiglio Gustaf Schlieper. Nel 1938 fu nominato membro del consiglio e lo fu fino alla fine della guerra nel 1945.
Grazie alla sua esperienza internazionale e alla conoscenza delle lingue straniere (parlava correntemente inglese, olandese, francese e spagnolo), era responsabile delle attività estere e dei finanziamenti industriali nel consiglio di amministrazione. Qui fece una campagna negli stati neutrali per la sottoscrizione dei prestiti di guerra della Germania nazista.

### Arianizzazione

#### Banche
Dopo l'annessione dell'Austria nel marzo 1938 e dopo l'accordo di Monaco concluso alla fine di settembre 1938, con il quale la Cecoslovacchia dovette cedere i Sudeti, il Ministero dell'Economia del Reich (RWM) cercò la cosiddetta arianizzazione del sistema bancario locale. Abs era nel consiglio di amministrazione della Deutsche Bank incaricata dell'arianizzazione delle banche e delle società ebraiche. Subito dopo l'annessione, accompagnato da Walter Pohle, ex dipendente della RWM, negoziò la prevista acquisizione dell'allora più grande banca austriaca, la Creditanstalt. Louis Nathaniel von Rothschild fu arrestato dalle SS. Numerosi dipendenti ebrei furono licenziati in breve tempo. Dopo 14 mesi di isolamento, Rothschild fu rilasciato l'11 maggio 1939 avendo rinunciato a tutte le proprietà austriache della famiglia. Sotto il regime nazista la Creditanstalt mantenne rapporti d'affari con almeno 13 campi di concentramento, compreso il campo di concentramento di Auschwitz, dal quale la banca riceveva regolarmente elenchi di morte e addebitava commissioni di usura per i trasferimenti di denaro da parenti a prigionieri del campo di concentramento. Anche la Creditanstalt ha svolto un ruolo chiave nell'arianizzazione dell'industria cinematografica di Sascha. Ha rilevato l'azienda politicamente assediata per un valore irrealisticamente basso di 1.000 scellini dell'epoca e successivamente ha ceduto le azioni a Cautio Treuhand, una società controllata dal ministro della propaganda nazista Joseph Goebbels.
Nella Cecoslovacchia occupata nel 1939, la Deutsche Bank rilevò la Bohemian Union Bank, che gestì le acquisizioni e le transazioni relative all'arianizzazione dei beni ebraici. Un coinvolgimento diretto di Abs in questi processi è controverso. Lo storico Lothar Gall non vede alcun coinvolgimento diretto, poiché Abs era solo il sostituto del membro del consiglio responsabile del protettorato di Boemia e Moravia, Oswald Rösler. Ma nel 1943 lo stesso Rösler, che era anche presidente del consiglio di sorveglianza della Bohemian Union Bank, in una nota distribuita al consiglio di amministrazione si espresse in modo molto critico nei confronti dell'attività del dipendente responsabile Walter Pohle.
Alcune arianizzazioni furono oggetto di indagini statunitensi dopo la fine della seconda guerra mondiale (rapporto OMGUS

#### Aziende
Durante l’era nazista, Adler & Oppenheimer fu oggetto di un complicato “processo di arianizzazione” a cui Abs e Pohle lavorarono per la Deutsche Bank. Si è trattato della più grande arianizzazione della Deutsche Bank AG che ha interessato un'azienda industriale. Abs divenne membro del consiglio di sorveglianza nel 1938. L'“arianizzazione” consisteva in un consorzio guidato da Deutsche Bank AG che rilevava il 75% delle azioni. Dalla vendita dell'azienda, ribattezzata “Norddeutsche Lederwerke”, la banca realizzò un utile di circa 2,75 milioni di marchi.
Basandosi sui risultati delle ricerche di due commissioni di storici, James sottolinea che la Deutsche Bank è stata coinvolta in casi come quello di Adler & Oppenheimer principalmente a causa dei suoi complessi legami economici internazionali. Anche i contatti personali di Abs ebbero un ruolo centrale nell'“arianizzazione” di A&O. Dopo la restituzione dei proprietari nel 1947, Abs rimase presidente del consiglio di sorveglianza.

#### Famiglia Petschek
I quattro fratelli ceco-tedeschi Petschek possedevano un'azienda con un enorme impero del carbone con giacimenti di lignite. L'arianizzazione di una delle loro società, la Hubertus AG, di cui la famiglia Petschek aveva la maggioranza (la famiglia Abs ne deteneva il 16,2%), iniziò con l'accusa del capo delle finanze di Hannover che la AG aveva causato una fuga di capitali di 70 milioni RM. Un ordine del Ministero dell'Economia del Reich obbligò quindi la famiglia a vendere l'azienda entro la fine di febbraio 1939. La Deutsche Bank ha venduto la AG al gruppo di interesse della famiglia Abs, che è stato organizzato nella Erft Mining AG. La famiglia Abs deteneva il 50% delle azioni della Erft Mining AG. La vecchia Hubertus AG venne liquidata nel 1941.
Sulla base dei risultati della ricerca, James riassume:

### Deutsche Bank e il Terzo Reich
Fu eletto alla carica di presidente della Deutsche Bank dal 1938 al 1945, insieme ad altri 44 direttori che rappresentavano le principali società tedesche tra cui la IG Farben. Nel 1946 fu arrestato dagli Alleati; tuttavia, fu rilasciato dopo tre mesi in seguito all'intervento degli inglesi; i tribunali, nell'ambito della denazificazione, hanno poi ritirato tutte le accuse contro di lui.

### La Deutsche Bank nel dopoguerra

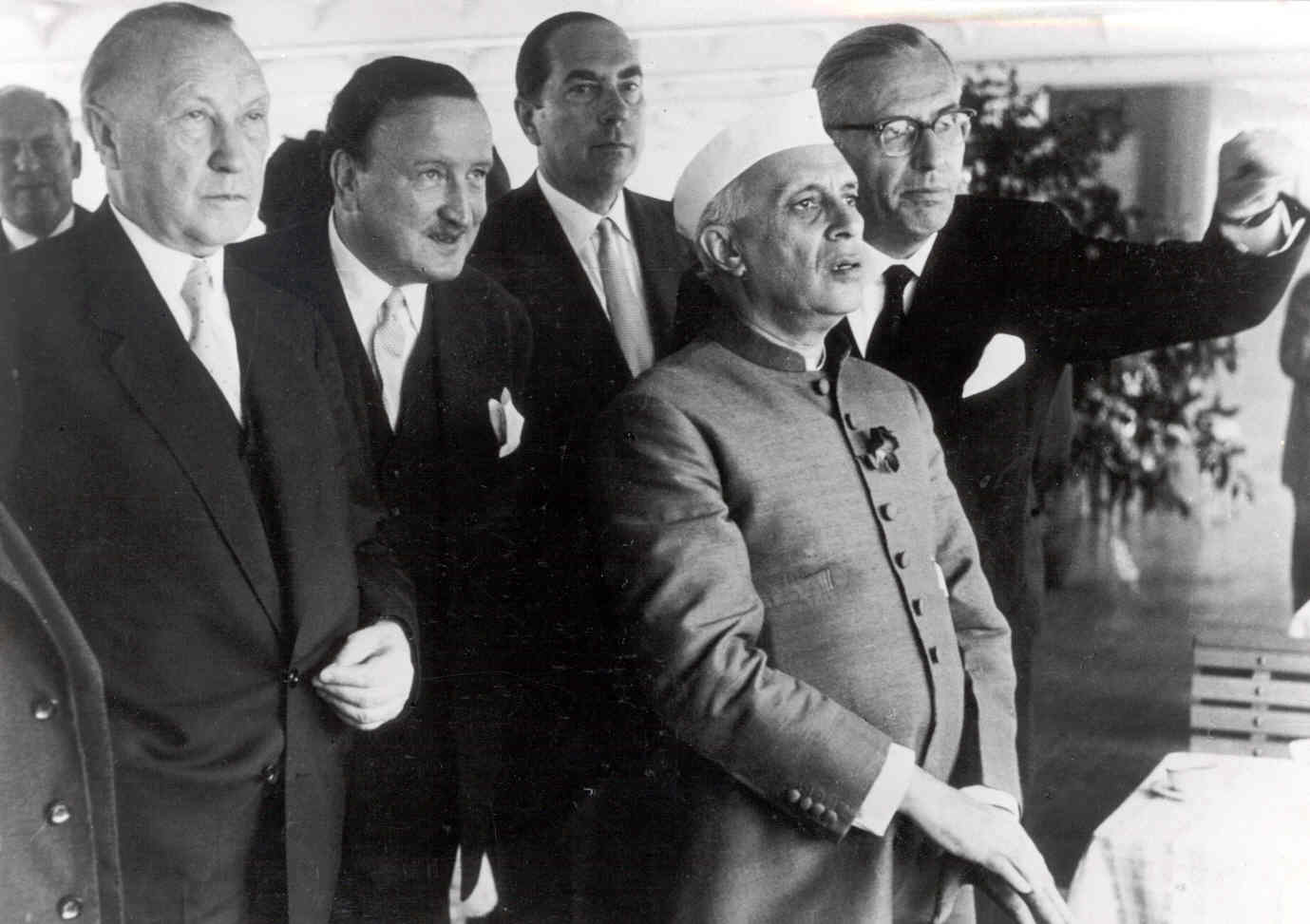
Abs con Adenauer durante la visita del primo ministro indiano Jawaharlal Nehru nel 1956

Nel 1952 Abs riprese il suo lavoro ufficiale presso la Deutsche Bank, Berlino-Düsseldorf, inizialmente come portavoce del consiglio di amministrazione della Süddeutsche Bank AG, Monaco, uno degli istituti successori della Deutsche Bank. Tuttavia, il suo posto di lavoro e la sua residenza rimasero a Francoforte sul Meno. Nel 1957 divenne anche portavoce del consiglio di amministrazione della riunificata Deutsche Bank a Francoforte sul Meno. Secondo le dichiarazioni dell'ex venditore Lockheed Paul White, Hermann Josef Abs e l'allora ministro federale Franz Josef Strauß ricevettero denaro in relazione alla vendita degli aerei Lockheed Super Constellation ed Electra a Lufthansa. “White ha detto al FMOD (Ministero della Difesa degli Esteri) che Lockheed aveva assunto Frank Fahle su suggerimento di Herman Abs, che Abs e Strauss avevano ricevuto denaro in relazione alla vendita di Constellation ed Electras a Lufthansa e che lo stesso modello di trattativa era continuato con la vendita di 104".

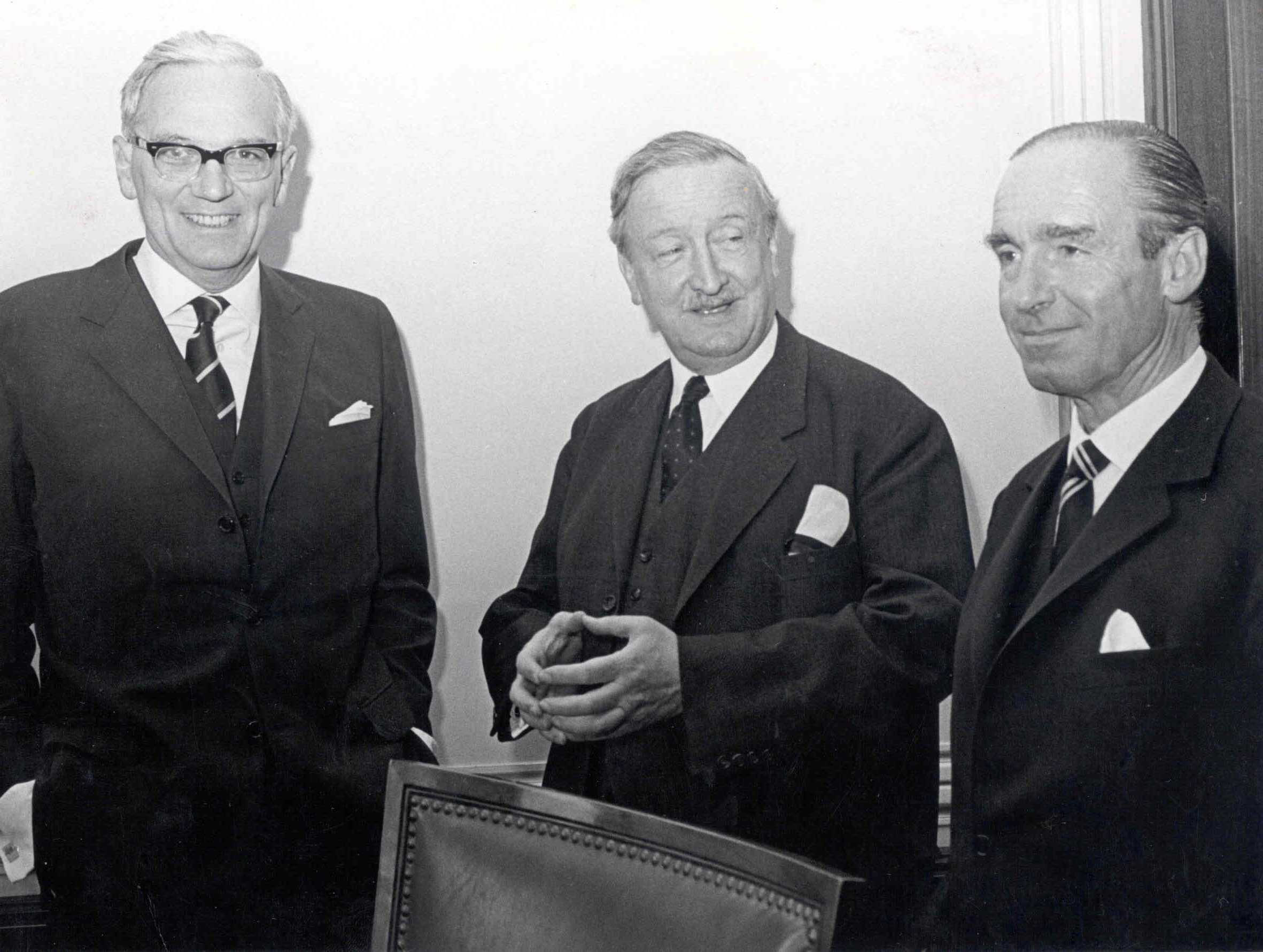
Abs con i suoi successori Karl Klasen (a sinistra) e Franz Heinrich Ulrich (a destra) il 12 aprile 1967

Con 30 mandati nel consiglio di sorveglianza, di cui 20 come presidente, fu una figura chiave dell'economia tedesca e il banchiere più influente della Germania negli anni '60. Dopo aver lasciato il consiglio di amministrazione della Deutsche Bank, nel 1967 fu eletto presidente del consiglio di sorveglianza. Nel 1976 terminò il suo mandato nel consiglio di sorveglianza e rimase presidente onorario della Deutsche Bank fino alla sua morte nel febbraio 1994.
Dal 1968 al 1970 è stato presidente del consiglio di sorveglianza della Friedrich Krupp GmbH. A causa dell'elevato numero di mandati nel consiglio di sorveglianza, nella modifica della legge sulle società per azioni nel 1965 (§ 100 par. 2 frase 1 legge sulle società per azioni) il numero di mandati per persona nel consiglio di sorveglianza è stato limitato a un massimo di dieci). Questa restrizione era popolarmente conosciuta come Lex Abs. Abs è riuscito a influenzare importanti misure di politica economica e finanziaria della Repubblica federale (prima obbligazione estera, rivalutazione del marco tedesco) o leggi (legge sulla Bundesbank, la legge sulle grandi banche tedesche).
Nel 1970 Abs fece causa allo storico della DDR Eberhard Czichon e al suo editore Manfred Pahl-Rugenstein perché, in una biografia pubblicata da quest'ultimo, aveva affermato, tra le altre cose, che Abs si era arricchito attraverso l'arianizzazione, aveva ricoperto una "posizione di potere" nel sistema fascista” e fu responsabile del lavoro forzato nazista dei prigionieri dei campi di concentramento e anche dei bambini. Inizialmente avrebbe voluto lasciar perdere la questione, ma quando Czichon ha minacciato di citare in giudizio la Deutsche Bank per diffamazione, ha chiesto ai suoi avvocati di intervenire. Accompagnato da una notevole attenzione da parte dei media in Oriente e in Occidente, anche in occasione del simultaneo centenario della Deutsche Bank, il processo si è svolto davanti al tribunale regionale di Stoccarda. Nel giugno 1972 Czichon e il suo editore furono condannati a pagare 20.000 DM di danni in 32 casi per aver rilasciato false dichiarazioni e il libro non poté più essere distribuito. La corte si è pronunciata in modo puramente positivistico dal punto di vista giuridico; non è stata effettuata alcuna valutazione della partecipazione attiva di Abs alle politiche razziste del regime nazista. Abs ha rinunciato all'esecuzione della somma che avrebbe rovinato Pahl-Rugenstein.
Abs visse a Kronberg im Taunus dal 1953 fino alla sua morte nel 1994 in una Villa ter Meer costruita nel 1936 per Fritz ter Meer, membro del consiglio d'amministrazione della IG Farben, con 1200 metri quadrati di superficie abitabile, un giardino, una sala da musica e uno spogliatoio.
Il 5 febbraio 1994 Abs morì all'età di 92 anni a Bad Soden am Taunus. In un necrologio, Der Spiegel ha citato il banchiere americano David Rockefeller: ha detto che Abs era “il principale banchiere del mondo”. La sua tomba si trova nella cappella del cimitero di St. Gertrud von Oedingen, un quartiere di Remagen.